# Emődi Aladár
Emődi Aladár, született Strausz (Pest, 1872. január 1. – Budapest, 1945. február) orvos.

## Élete
Strausz Albert kereskedő és Kanitz Katalin (1836–1909) fia. Tanulmányait a Budapesti Tudományegyetem Orvostudományi Karán végezte. Először a Poliklinikán dolgozott, majd 1898-tól a nemi betegségek leküzdésére alakult Teleia egyesület rendelő intézetének igazgató-főorvosa, az egyesület főtitkára és a később megindult Teleia című orvostudományi folyóirat szerkesztője volt. A magyarországi antivenereás mozgalomnak egyik legrégibb és érdemes munkása. Több orvosi szaklap munkatársa s napilapokban is számos cikke jelent meg és felvilágosító előadásokat is tartott. 1928-ban harmincéves jubileuma alkalmából a Teleia emlékkönyvet adott ki és ünnepi vacsorát rendezett.
A főváros felszabadítása előtt öt nappal a nyilasok négytagú családjával együtt a Duna-partra hurcolták és sortüzet zúdítottak rájuk. Emődi és menye életben maradtak. A fiatalasszony több sebből vérezve kísérletet tett arra, hogy a jégtábláról visszakússzon a partra. Emődi ezt észrevette és bár ő is súlyosan megsebesült, minden erejét összeszedve segítségére sietett. Vérvesztesége azonban olyan nagy volt, hogy minden fáradozása hiábavalónak bizonyult. Ekkor feltápászkodott és elindult, hogy segítséget hozzon. Útjáról többé nem tért vissza.

## Családja
Házastársa Neuwelt Irma volt, Neuwelt József nagykereskedő és Schőn Paulina lánya, akivel 1904. február 18-án Budapesten kötött házasságot.
Gyermekei:
- Emődi Pál (1912–1945)[7] gépészmérnök. Felesége Reitzer Éva volt.
- dr. Emődi György (1914–1943) orvos. Felesége dr. Beer Borbála Zsuzsanna (1914–1948 után) volt.[8]
- Emődi Miklós (1916–1943)

## Főbb művei
- A prostata megbetegedései
- A húgycsőszűkületek elektrolitikus kezeléséről